# Oligonema
Oligonema ist eine Gattung von Schleimpilzen aus der Ordnung der Trichiida. Sie ist weltweit verbreitet und umfasst sechs Arten zumeist sehr feuchter Standorte.

## Merkmale
Die meist recht kleinen, ungestielten Fruchtkörper sind in der Regel Sporokarpe, gelegentlich kurze Plasmodiokarpe und finden sich meist in losen bis dichten Gruppen, manchmal mit zusätzlichen, vereinzelten Sporokarpen. Sie sind gelb bis braun, grüne bis braune Farbschattierungen können vorkommen.
Das Peridium ist häutig, dünn und gelblich durchscheinend, selten irisierend, seine Oberfläche ist auf der Innenseite fein warzig oder papillös. Das Capillitium besteht aus einzelnen, nicht verwachsenen gelben Fäden (Elateren), die warzig, papillös, stachlig, ringförmig oder spiralig skulpturiert sind und einfach verzweigt sein können. Ihre äußeren Enden sind meist rundlich stumpf und keulenförmig, ein- bis zweifach gestachelt und am Ansatz des äußeren Endes gelegentlich ringförmig vergrößert. Die runden bis unregelmäßig elliptischen Sporen sind gelb bis orange, ihre Oberfläche warzig oder netzartig.

## Verbreitung
Oligonema ist weltweit verbreitet, mit Oligonema dancoi wurde eine Art sogar aus der Antarktis nachgewiesen. Die Arten besiedeln sehr feuchte Umgebungen wie Sumpfland oder die Ufer von Teichen und Bächen. Sie finden sich meist auf Totholz, aber auch auf Moosen oder im Schlamm. Es wird vermutet, dass ihre Plasmodien aquatisch sind. Als häufigste und am weitesten verbreitete Art gilt Oligonema schweinitzii.

## Systematik und Forschungsgeschichte
Die Gattung wurde 1875 von Józef Tomasz Rostafiński erstbeschrieben, Typusart war ursprünglich die 1834 von Marie-Anne Libert als Trichia nitens beschriebene Oligonema nitens. Diese wurde jedoch mit der 1947 von George Willard Martin zu Oligonema gestellten Physarum schweinitzii (1873 von Miles Joseph Berkeley erstbeschrieben) synonymisiert, Typusart ist also Oligonema schweinitzii. Die Gattung umfasst sechs Arten:
- Oligonema schweinitzii
- Oligonema flavidum
- Oligonema fulvum
- Oligonema intermedium
- Oligonema dancoi
- Oligonema oedonema

## Nachweise
Fußnoten direkt hinter einer Aussage belegen die einzelne Aussage, Fußnoten direkt hinter einem Satzzeichen den gesamten vorangehenden Satz. Fußnoten hinter einer Leerstelle beziehen sich auf den kompletten vorangegangenen Absatz.
1. 1 2 3 4  Myriam de Haan, Sylvia De Pauw, Ann Bogaerts: A Study of the Genus Oligonema (Myxomycota) in Belgium In: Systematics and Geography of Plants, 74:2, 2004, S. 251–260
2. ↑  Michael J. Dykstra, Harold W. Keller: Mycetozoa In: John J. Lee, G. F. Leedale, P. Bradbury (Hrsg.): An Illustrated Guide to the Protozoa. Band 2. Allen, Lawrence 2000, ISBN 1-891276-23-9, S. 968 (englisch).
3. ↑  Marie L. Farr: Myxomycetes. In: Flora Neotropica. Band 16. The New York Botanical Garden, New York 1976, ISBN 0-89327-009-1, S. 66–67.